# غابريال إتينوف
غابريال إتينوف (بالفرنسية: Gabriel Etinof)‏ (12 يناير 1996 بفرنسا - ) هو لاعب كرة قدم فرنسي في مركز الوسط.

## روابط خارجية
- غابريال إتينوف على موقع قاعدة بيانات كرة القدم.إي يو (الإنجليزية)
- غابريال إتينوف على موقع Soccerway.com (الإنجليزية)
- غابريال إتينوف على موقع عالم كرة القدم.نت (الإنجليزية)
- غابريال إتينوف على موقع GSA (الإنجليزية)